# Ulica Rajska we Wrocławiu
Ulica Rajska – ulica położona we Wrocławiu na Złotnikach, w ramach osiedla Leśnica. Obejmuje drogę gminną o długości 1062 m. Ulica biegnie od ulicy Kamiennogórskiej do placu Kaliskiego.

## Historia
Historia ukształtowania ulicy wiąże się z koncepcją budowy rentierskiego osiedla Złotniki-Żerniki (niem. Goldschmieden-Neukrich). Początkowo projekt obejmował duży obszar około 350 ha, który miał być zagospodarowany na osiedle hipoteczne, w którym przewidywano budowę 750 domów oraz wyznaczenie parcel ogrodniczych. Autorem koncepcji był Ernst May, którą stworzył w powiązaniu z koncepcjami unwinowskimi (Hampstaed). Ówcześnie pracował on w spółce Schlesische Landgesellschaft nastawionej na wspieranie budowy osiedli wiejskich, przedmiejskich i miejskich. Później powstała spółka Schlesisches Heim nastawiona na osiedla przedmiejskie i miejskie dla robotników oraz drobnych urzędników. Z wielu względów nie udało się zrealizować całości, a pierwotny projekt zmieniono i uproszczono w 1920 r.. Obejmował on obszar położony po obu stronach ulicy Rajskiej, od współczesnego placu Kaliskiego do ulicy Kamiennogórskiej, pomiędzy dzisiejszą ulicą Kosmonautów a ulicą Wielkopolską. Cały opracowany układ osiedla odpowiadał najbardziej zalecanemu przez Ernesta Maya układowi opartemu na tzw. osiedlu z błoniem, w którym leżąca na uboczu głównej drogi komunikacyjnej (współczesna ulica Kosmonautów) zabudowa miała zapewnione dogodne połączenie wewnętrzną osią komunikacyjną oraz dostęp do otwartego terenu zielonego – błonia, namiastki dawnego nawsia – wokół którego skupiała się zabudowa, bądź mieszkalna, bądź inna (kościół, sklep, usługi itp.) i która zapewniała miejsce spotkań mieszkańcom, miejsce zabaw dla dzieci itp.. W ramach uproszczonego projektu, a w tym fragmencie zgodnego z projektem pierwotnym, ukształtowano między innymi dzisiejszą ulicę Rajską stanowiącą wewnętrzną oś komunikacyjną osiedla. Przy niej powstała do 1920 r. zabudowa zgodna z opracowanym systemem taniego budownictwa mieszkaniowego, typizowanego, z katalogu opracowanego w ramach projektu domu pierwszej potrzeby, mieszkania minimum, Notheim. Objęła ona domy z katalogu grupy II typu 2h. W ramach przedmiotowej inwestycji powstały 94 domy przy ulicy Rajskiej i placach z nią powiązanych (plac Ciesielski, plac Kaliski).
Obszar miasta, na którym położona jest ulica, należy obecnie do osiedla Leśnica, w obręb którego włączone są obecnie Złotniki. Do 1928 r. Złotniki stanowiły odrębną wieś. W tym właśnie roku zostały włączone w granice miasta.

## Nazwy
W swojej historii plac nosił następujące nazwy:
- Gartenstrasse, do 31.12.1930 r.[21]
- Schmiedeberger Strasse, od 1.01.1931 r. do 1946 r.[21][22]
- Rajska, od 1946 r.[4][21][22].

Współczesna nazwa ulicy została nadana przez Zarząd Miejski i ogłoszona w okólniku nr 33 z 15.05.1946 r..

## Układ drogowy
Do ulicy przypisana jest droga gminna numer 106214D o długości 1062 m, klasy drogi dojazdowej. Ponadto przypisano dwie działki ze statusem drogi wewnętrznej o długościach odpowiednio 33 i 34 m.
Ulice i place powiązane z ulicą Rajską:
- skrzyżowanie: ulica Kamiennogórska[1][25][26]
- skrzyżowanie: ulica Mieroszowska[26][27]
- ciąg pieszy – planowany: przewidziane połączenie z ulicą Opoczyńską[26][28]
- skrzyżowanie: plac Ciesielski[26][29]
- skrzyżowanie: ulica Złotnicka[26][30]
- skrzyżowanie: plac Kaliski[1][4][26].

Cała droga położona jest w strefie zamieszkania z ograniczeniem prędkości jazdy do 20 km/h.

## Zabudowa i zagospodarowanie
Wschodnia część ulicy przebiega przez tereny przeznaczone pod szeroko pojęte usługi, w tym między innymi biura, handel, hotelarstwo, edukację, usługi medyczne i inne. W obszarze tym przy ulicy Rajskiej 69 znajduje się między innymi Europejskie Językowe Przedszkole Klub Kubusia Puchatka VIII. Tylko niewielkie fragmenty położone wzdłuż ulicy Mieroszowskiej przeznaczono zgodnie z istniejącym zagospodarowaniem pod mieszkalnictwo z zabudową jednorodzinną.
Natomiast pozostała część ulicy przebiega przez tereny o podstawowej funkcji zagospodarowania jako zabudowa mieszkaniowa jednorodzinna. Znajdują się tu także obiekty w postaci budynków mieszkalnych jednorodzinnych podlegające ochronie w ramach gminnej ewidencji zabytków i miejscowego planu zagospodarowania przestrzennego.
Ulica zlokalizowana jest w obszarze położonym na wysokości bezwzględnej pomiędzy 117 a 118 m n.p.m..
Ulica przebiega przez obszary objęte trzema rejonami statystycznymi:
- na wschód od ulicy Mieroszowskiej – nr 930260, na którym występuje gęstość zaludnienia 1933 osoby/km², przy 1746 osobach zameldowanych w tym rejonie (stan na 31.12.2018 r.)[37]
- na odcinku pomiędzy ulicą Złotnicką, a ulicą Mieroszowską – nr 930250, na którym występuje gęstość zaludnienia 3749 osób/km², przy 2536 osobach zameldowanych w tym rejonie (stan na 31.12.2018 r.)[37]
- na zachód od ulicy Złotnickiej – nr 930240, na którym występuje gęstość zaludnienia 1334 osoby/km², przy 1312 osobach zameldowanych w tym rejonie (stan na 31.12.2018 r.)[37]

## Ochrona i zabytki
Przy ulicy i w najbliższym sąsiedztwie znajdują się następujące zabytki:
| obiekt, położenie                     | powstanie, nr rej.          | foto |
| ------------------------------------- | --------------------------- | ---- |
| strona północna                       |                             |      |
| Budynek mieszkalny ulica Rajska 1-3   | lata 20. XX wieku gez, mpzp |      |
| Budynek mieszkalny ulica Rajska 5-7   | lata 20. XX wieku gez, mpzp |      |
| Budynek mieszkalny ulica Rajska 9-11  | lata 20. XX wieku gez, mpzp |      |
| Budynek mieszkalny ulica Rajska 13-15 | lata 20. XX wieku gez, mpzp |      |
| Budynek mieszkalny ulica Rajska 17-19 | lata 20. XX wieku gez, mpzp |      |
| Budynek mieszkalny ulica Rajska 21-23 | lata 20. XX wieku gez, mpzp |      |
| Budynek mieszkalny ulica Rajska 25-27 | lata 20. XX wieku gez, mpzp |      |
| Budynek mieszkalny ulica Rajska 33-35 | lata 20. XX wieku gez, mpzp |      |
| Budynek mieszkalny ulica Rajska 37-39 | lata 20. XX wieku gez, mpzp |      |
| Budynek mieszkalny ulica Rajska 41-43 | lata 20. XX wieku gez, mpzp |      |
| Budynek mieszkalny ulica Rajska 45-47 | lata 20. XX wieku gez, mpzp |      |
| Budynek mieszkalny ulica Rajska 49-51 | lata 20. XX wieku gez, mpzp |      |
| Budynek mieszkalny ulica Rajska 53-55 | lata 20. XX wieku gez, mpzp |      |
| Budynek mieszkalny ulica Rajska 57-59 | lata 20. XX wieku gez, mpzp |      |
| Budynek mieszkalny ulica Rajska 61-63 | lata 20. XX wieku gez, mpzp |      |
| strona południowa                     |                             |      |
| Budynek mieszkalny ulica Rajska 2-4   | lata 20. XX wieku gez, mpzp |      |
| Budynek mieszkalny ulica Rajska 6-8   | lata 20. XX wieku gez, mpzp |      |
| Budynek mieszkalny ulica Rajska 10-12 | lata 20. XX wieku gez, mpzp |      |
| Budynek mieszkalny ulica Rajska 14-16 | lata 20. XX wieku gez, mpzp |      |
| Budynek mieszkalny ulica Rajska 20-22 | lata 20. XX wieku gez, mpzp |      |
| Budynek mieszkalny ulica Rajska 24-26 | lata 20. XX wieku gez, mpzp |      |
| Budynek mieszkalny ulica Rajska 34-36 | lata 20. XX wieku gez, mpzp |      |

Teren ten leży w strefie dziedzictwa kulturowego, archeologicznej strefie ochrony konserwatorskiej, strefie ścisłej ochrony konserwatorskiej. Ochronie podlega również układ urbanistyczny osiedla Złotniki, w szczególności wskazuje się na konieczność ochrony ocalałej zabudowy z 1920 r. i jej układu przestrzennego. Ponadto w okolicy skrzyżowania z ulicą Mieroszowską znajduje się stanowisko archeologiczne: osada z okresu wpływów rzymskich.

## Wrocławskie krasnale
Przy ulicy Rajskiej 71 w Klinice „Mama i Ja” znajdują się figurki wrocławskich krasnali pt. Rodzinka Krasnalowa. Obejmuje ona dwie figurki przedstawiające dorosłe postacie – mamę i tatę – oraz dwójkę postaci dziecięcych, w tym jedno w wózku dziecięcym. Postać krasnala – mamy przedstawia prawdopodobnie kobietę w ciąży. Cała przedstawiona scenka rodzinna symbolicznie odnosi się do specjalizacji mieszczącej się tu kliniki, działającej w zakresie zdrowia dzieci i kobiet w ciąży.